# Germaine (Fluss)
Die Germaine ist ein kleiner Fluss in Frankreich, der in den Regionen Okzitanien und Nouvelle-Aquitaine verläuft. Sie entspringt unter dem Namen Marcillande am westlichen Ortsrand des Gemeindehauptortes von  Gourdon, entwässert generell Richtung Nordnordwest durch die Landschaft des Haut Quercy und mündet nach rund 15 Kilometern im Gemeindegebiet von Groléjac als linker Nebenfluss in die Dordogne. Auf ihrem Weg berührt die Germaine die Départements Lot und Dordogne.

## Orte am Fluss
(Reihenfolge in Fließrichtung)
- Gourdon
- Payrignac
- Nadaillac, Gemeinde Payrignac
- Saint-Cirq-Madelon
- Groléjac